# USS Ranger (CV-4)
USS Ranger (CV-4) var det första fartyget i amerikanska flottan som utformades och byggdes från kölen upp som ett hangarfartyg. Ranger var ett relativt litet fartyg, närmare i storlek och deplacement till det första amerikanska hangarfartyget—Langley—än senare fartyg. En överbyggnad ingick inte i den ursprungliga designen men lades till efter färdigställandet. Hon byggdes vid Newport News Shipbuilding & Drydock Co. i Virginia och sjösattes den 25 februari 1933. Av de åtta hangarfartygen som byggdes före kriget, CV-1 till CV-8, var Ranger en av endast tre som överlevde hela andra världskriget, de andra var Enterprise och Saratoga. Till skillnad från de andra var hon inledningsvis för långsam för användning i Stillahavsflottans specialstyrka av hangarfartyg, så den mesta tiden av hennes kristidstjänstgöring tillbringades i Atlanten.
Hon utrangerades efter krigsslutet den 18 oktober 1946 och såldes för skrotning den 31 januari 1947.